# Gen Con
Gen Con är den största spelmässan i Nordamerika, sett både till antal besökare och evenemang. På mässan förekommer spel inom bland annat genrerna brädspel, sällskapsspel, kortspel, rollspel, figurspel och strategispel, där turneringar hålls inom dessa typer av spel. Grundaren av Gen Con var Gary Gygax, som höll den första inofficiella mässan i sitt hem i Lake Geneva, Wisconsin i augusti 1967. Den 24 augusti 1968 hölls den första Gen Con i Horticultural Hall i samma stad. Efter att i flera år hållits i Milwaukee, Wisconsin flyttade mässan till Indianapolis, Indiana 2003. Andra Gen Con-mässor har hållits sporadiskt över USA och i andra länder. 1976 blev Gen Con en del av TSR, Inc., som Gygax hade varit med om att grunda. Både TSR och Gen Con blev uppköpta av Wizards of the Coast 1997, som i sin tur köptes av Hasbro. 2002 köptes Gen Con av den dåvarande VD:n för Wizards of the Coast, Peter Adkison.